# Лонг-Айленд — Алтона (етанопровід)
Лонг-Айленд – Алтона (етанопровід) – трубопровід на південному сході Австралії, споруджений для подачі сировини підприємствам нафтохімічного комплексу.
Наприкінці 1960-х років на південно-східній околиці Мельбурну почала роботу установка фракціонування Лонг-Айленд, одним з товарних продуктів якої є етан. З Лонг-Айленду етан подали на західну околицю мельбурнської агломерації в Алтону, де з 1970-го діє розрахована на цю сировину установка парового крекінгу SCAL 2, що наразі належить компанії Qenos. В 2006 році до неї приєдналась установка SCAL 1, яка раніше споживала газойль. Крім того, з 1976 по 2008 роки етан використовувала невелика піролізна установка компанії Monsanto (далі перейшла до компанії Huntsman).
Трубопровід між фракціонатором у Лонг-Айленді та Алтоною довжиною 78,3 км та діаметром 250 мм ввели в експлуатацію у 1970 році. Перша дліянка траси виконана у підземному варіанті, далі йде підводний перехід довжиною 28 км через північну частину затоки Порт-Філіп-Бей та завершальна наземна ділянка до Алтони.
Споруджене у 1976-му відгалуження до майданчика Monsanto було виконане в тому ж діаметрі та мало довжину 6,5 км.